# José María Ortiz de Mendíbil
José Maria Ortiz de Mendibil Monasterio, né le 11 août 1926 à Portugalete (Pays basque) et mort le 15 septembre 2015, est un arbitre espagnol de football. Il débuta en 1955, devint international de 1958 à 1973.

## Carrière
Il a officié dans des compétitions majeures : 
- Coupe intercontinentale 1964 (match sur terrain neutre)
- Coupe d'Europe des vainqueurs de coupe de football 1967-1968 (finale)
- Euro 1968 (2 matchs dont la finale rejouée)
- Coupe des clubs champions européens 1968-1969 (finale)
- Coupe du monde de football de 1970 (2 matchs)
- Coupe d'Europe des vainqueurs de coupe de football 1971-1972 (finale)